# Kiczora (Kocierska)
Kiczora (746 m) – dwuwierzchołkowa góra w centralnej części Beskidu Andrychowskiego (Beskid Mały). Znajduje się w głównym grzbiecie tego pasma, pomiędzy Roczenką (735 m) a Przełęczą Skaliste (726 m) oddzielającą go od Potrójnej. Wyższy jest wierzchołek zachodni, na mapach jednak nazwa podawana jest przy niższym wierzchołku (746 m). Oddzielone są przełączką o wysokości 741,7 m. Południowe stoki opadają do doliny Kocierzanki w miejscowości Kocierz Rychwałdzki, północne do doliny Targaniczanki w Targanicach; z wierzchołka wschodniego opada w tę stronę krótki grzbiet oddzielający dwa dopływy Targaniczanki.
Południowymi stokami Kiczory droga leśna, a grzbietem i przez wierzchołek wschodni szlak turystyczny (wierzchołek zachodni omija on po północnej stronie). Kiczora jest całkowicie porośnięta lasem. Na zdjęciach lotniczych mapy Geoportalu widoczne są jednak dwie duże, obecnie już niemal całkowicie zarośnięte lasem polany o nazwach Na Skałkach (na północnym stoku) i Pniaki (na południowo-zachodnim stoku).
Nazwa pochodzenia ludowego od należącego do Kocierza Rychwałdzkiego przysiółka Kiczora na południowym zboczu góry. Przez szczyt Kiczory biegnie granica między wsiami Kocierz Rychwałdzki w województwie śląskim (stok południowy) i Targanice w województwie małopolskim (stok północny).
Szlaki turystyczne
 Mały Szlak Beskidzki na odcinku: Przełęcz Kocierska – Roczenka – Kiczora – przełęcz Skaliste – Potrójna – Łamana Skała – Leskowiec – Schronisko PTTK Leskowiec